# Южный, Михаил Михайлович
Михаи́л Миха́йлович Ю́жный (род. 25 июня 1982, Москва, СССР) — российский теннисист, заслуженный мастер спорта, кандидат педагогических наук. Бывшая восьмая ракетка мира в одиночном разряде; победитель 19 турниров ATP (10 — в одиночном разряде); двукратный обладатель Кубка Дэвиса (2002, 2006) в составе национальной сборной России; двукратный полуфиналист турниров Большого шлема в одиночном разряде (Открытый чемпионат США-2006, -2010); финалист одного юниорского турнира Большого шлема в одиночном разряде (Открытый чемпионат Австралии-1999). 13 сезонов подряд заканчивал год в топ-50 мирового рейтинга (2002—2014).

## Общая информация
Михаил впервые взял ракетку в руки в шесть лет. Первый тренер — А. М. Абашкин, с 1992 года его регулярным наставником является Борис Собкин.
Южный окончил Российский государственный университет физической культуры, спорта, молодёжи и туризма. 15 ноября 2011 года он защитил диссертацию на соискание ученой степени кандидата педагогических наук.
Семья
Отец: Михаил Зиновьевич (ум.2002) — военный, предприниматель. Мать: Любовь Алексеевна — экономист. Старший брат: Андрей — также пробовал себя в протуре в качестве игрока, но особых успехов не добился; ныне — тренер.
Вдовец. Cупругу звали Юлия, их свадьба состоялась 22 ноября 2008 года. В январе 2024 года было объявлено о смерти жены Юлии, в браке с которой прожил 15,5 лет.
У Михаила и Юлии родились трое детей: сыновья Максим (род.2009), Игорь (род.2012) и дочь Милана (род.2019).
Инвентарь
Одежда и обувь — Adidas. Ракетка — Head.
Особенности игры
У Южного отмечают интересный удар слева: в отличие от обычного бэкхенда, он держит ракетку левой рукой за ручку так, как будто собираясь ударить двумя руками, и только в последний момент на ракетке остаётся только правая рука.

## Спортивная карьера

### Начало карьеры
Михаил был сравнительно успешен в юниорские годы: до сентября 1999 года он регулярно соревновался в турнирах среди своих сверстников, успев войти в топ-20 рейтинга старших юниоров в одиночном разряде и единожды — на Открытом чемпионате Австралии-1999 — добраться до титульной встречи на юниорских турнирах Большого шлема, где по итогам двух сетов его переиграл датчанин Кристиан Плесс. Параллельно с этим происходили и первые опыты выступления на соревнованиях протура: в мае 1998 года россиянин впервые сыграл в основе турнира серии «фьючерс», а осенью того же года был допущен и в квалификацию московского соревнования основного тура. Сезон-1999 приносит ему первые финалы и первые титулы на «фьючерсах», позволяющие Южному пробиться в топ-300 одиночной классификации. Осенью его вновь приглашают на Кубок Кремля, где в этот раз предоставляют возможность сыграть уже в основной сетке. В ноябре приходит первая победа над игроком топ-100: на челленджере в Нюмбрехте переигран Джефф Таранго (тогдашняя 55-я ракетка мира).
В конце зимы 2000 года в карьере Михаила происходят следующие важные события: он дебютирует за сборную страны в Кубке Дэвиса, а также впервые доходит до титульной встречи на турнирах серии «челленджер»: в Шербуре-Октевиле он не проигрывает до финала ни сета, но в решающем поединке берёт лишь гейм у Жюльена Бутте. Стабильность результатов на «челленджерах» постепенно нарастает, подталкивая и повышение результатов на более крупных турнирах: в апреле россиянин проходит квалификацию на соревновании основного тура в Касабланке, в мае — пробует свои силы в отборочном призе турнира Большого шлема: на Ролан Гаррос. В этот же период к Южному приходит и первый крупный титул: 20 мая, в Самарканде, он переигрывает в борьбе за свой первый одиночный трофей «челленджеров» Яна-Фроде Андерсена, а несколько недель спустя — в немецком Ульме — приходит и первый парный успех на подобном уровне: вместе с Орлином Станойчевым он берёт верх над альянсом Томас Беренд / Карстен Браш. Появления в основах соревнований основного тура быстро становятся всё более результативны: в июне, в Хертогенбосе, россиянин выигрывает свой первый матч на этом уровне, а позже ещё не раз повторяет этот результат, но лишь на московском соревновании основного тура ему впервые удаётся пробиться в четвертьфинал, попутно обновив личный рекорд самой статусной победы (его соперник по стартовому матчу Фабрис Санторо числился в тот момент 36-й ракеткой мира).

### 2001—2003 (первый титул в Туре и победа в Кубке Дэвиса)

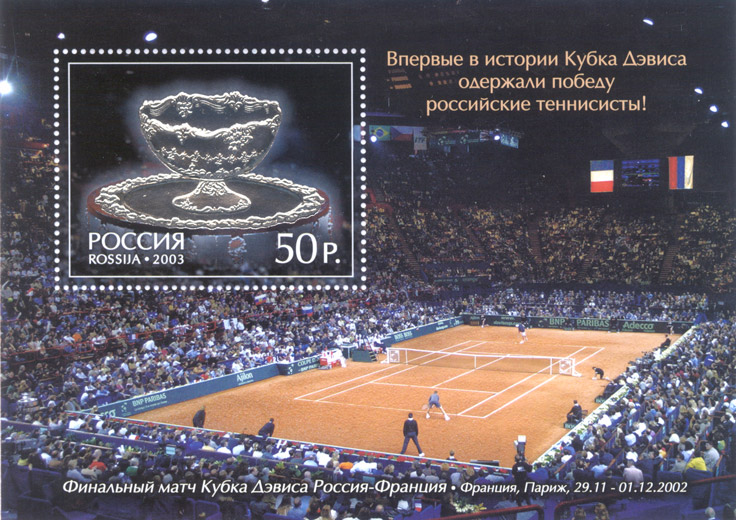
Почтовый блок России, посвящённый победе в финале Кубка Дэвиса 2002 года

Новая пиковая победа пришлась на открывавшем 2001 год турнире в Ченнаи, где Михаил переиграл Франко Скильяри (#14 в мире тогда). Успехи 2000 года позволяют россиянину в 2001 году попробовать свои силы уже в основе турниров Большого шлема. На дебютном Открытом чемпионате Австралии он сходу смог добраться до третьего раунда и после этого впервые поднялся в рейтинге в топ-100. В феврале Южный впервые вышел в полуфинал турнира основной серии — в Копенгагене, а в апреле дебютировал на соревнованиях серии Мастерс: в Монте-Карло, где сходу прошёл отбор и выиграл два матча в основной сетке. Ролан Гаррос завершился в первом раунде, зато на Уимблдоне Южный смог выиграть три матча подряд и дойти до четвёртого раунда. В конце лета на Открытом чемпионате США он прошёл в стадию третьего раунда. Самой статусной его победой на этих соревнованиях стала победа над тогдашней 19-й ракеткой мира Яном-Майклом Гэмбиллом на отказе соперника во втором сете.
На Открытом чемпионате Австралии 2002 года Южный второй год подряд вышел в третий раунд, в котором проиграл соотечественнику Марату Сафину. Также в Мельбурне он дебютировал в основных сетках парных турниров подобного статуса, выйдя на корт вместе с Райнером Шуттлером. Весной на грунтовых турнирах в Касабланке и Мюнхене ему удалось выйти в полуфинал. В Мюнхене на отказе соперника он смог пройти № 7 в мире на тот момент Томми Хааса. В июне на траве турнира в Халле был оформлен выход в 1/4 финала, а на Уимблдонском турнире Михаил, как и за год до того, добрался до четвёртого раунда. В июле, с четвёртой попытки, он преодолевает полуфинальную стадию на соревновании основного тура: в Штутгарте, где берёт первый титул в Туре, переиграв в пяти сетах Гильермо Каньяса (6-3, 3-6, 3-6, 6-4, 6-4). После этого успеха он поднялся в топ-50. Затем на турнире в Сопоте вышел в четвертьфинал. 
Другое участие в титульном поединке пришлось на позднюю осень: на турнире в Санкт-Петербурге Южный уступил финал Себастьяну Грожану (5-7, 4-6). По ходу всего сезона Михаил был задействован в матчах Кубка Дэвиса-2002. В 1/4 и 1/2 финала он играл уже ничего не решавшие матчи и оба проиграл. Зато в самом конце турнирного пути сборной России Южный принёс пользу, заменив в пятом поединке финала против французов Евгения Кафельникова. На домашнем корте соперника, проиграв первые два сета, он добыл для команды победное очко, в пяти партии справившись с Полем-Анри Матьё (3-6, 2-6, 6-3, 7-5, 6-4). Таким образом, сборная России смогла впервые завоевать престижный командный кубок.

«Узнал, что буду играть, утром, когда увидел, что Женя Кафельников пришел на корты без ракеток. Потом Марат пошел играть первое очко, а я сидел в раздевалке готовился и тогда и поверил, что буду играть. На самом деле, играть я начал уже в конце второго сета — почувствовал проблески игры. А потом уже просто старался играть каждый мяч, особо не думая».— 
В сезоне-2003 закрепляет свои позиции. Впервые россиянин сыграл в основных сетках всех турниров Большого шлема и соревнований серии Мастерс. На старте сезона он добыл выход в первый из трёх в сезоне полуфиналов — на турнире в Дохе и вошёл в топ-30. На Открытом чемпионате Австралии Южный дошёл до четвёртого раунда, где  попутно переиграл в третьем раунде седьмого сеянного Иржи Новака (6-1, 3-6, 6-3, 6-2), а в матче за выход в четвертьфинал дал бой Энди Роддику, проиграв ему в пяти сетах. В феврале он принёс два очка сборной России в первом раунде Кубка Дэвиса против Чехии в одиночном и парном матче (с Кафельниковым). В итоге Россия победила с общим счётом 3-2. В начале мая он вышел в четвертьфинал в Мюнхене. На Мастерсе в Гамбурге в первом раунде удалось вновь обыграть теннисиста из топ-10 Иржи Новака. На Ролан Гаррос Южный впервые выиграл матч и вышел во второй раунд. В июне на турнире в Халле Южный во второй раз в сезоне вышел в полуфинал, вновь победив Иржи Новака. На Уимблдоне, как и на Ролан Гаррос, его результатом стал выход во второй раунд. В июле на турнирах в Бостаде и Штутгарте вышел в четвертьфинал. Осенью он в третий раз в сезоне вышел в полуфинал на зальном турнире в Лионе. В Санкт-Петербурге он доиграл до четвертьфинала.

### 2004—2006 (топ-20 и полуфинал Большого шлема)
На Открытом чемпионате Австралии 2004 года Южный в первом раунде в сухую по сетам проиграл № 10 в мире Себастьяну Грожану. В феврале он вышел в четвертьфинал на зальном турнире в Милане. В начале марта Южный после победы над молодым Рафаэлем Надалем смог выйти в полуфинал турнира в Дубае. На Мастерсе в Индиан-Уэлсе выиграл три матча, в том числе у № 13 в мире Марка Филиппуссиса, и вышел в четвёртый раунд. В мае в Гамбурге Южный впервые смог выйти в четвертьфинал на турнирах серии Мастерс. На Открытом чемпионате Франции он вышел в третий раунд, а на Уимблдоне в первом раунде уступил Горану Иванишевичу. В августе россиянин сыграл на первой для себя Олимпиаде в Афинах и сумел там доиграть до четвертьфинала, уступив серебряному медалисту той Олимпиады Марди Фишу. В парном турнире Олимпиады он выбыл в первом раунде, играя в партнёрстве с Маратом Сафиным. На Открытом чемпионате США Южный в матче второго раунда в пяти сетах одержал победу над № 9 в мире Давидом Налбандяном, но затем также в пяти сетах уступил Томашу Бердыху. В паре Южный впервые отыграл все четыре турнира Большого шлема. В сентябре Южный смог выйти в финал турнира в Пекине, обыграв в том числе трёх теннисистов из топ-20. В решающем матче в «российском финале» он проиграл Марату Сафину — 6-7(4), 5-7. В октябре Южный отметился четвертьфиналом в Лионе, затем полуфиналом в Москве, а под конец месяца вышел в финал в Санкт-Петербурге и, обыграв Кароля Бека (6-2, 6-2), взял второй титул в карьере в основном туре. Эта победа также принесла Южному попадание в топ-20 впервые в карьере. К концу сезона он смог выйти в четвертьфинал Мастерса в Париже и завершил год в статусе № 16 в мире.
В сезоне-2005 многие из этих успехов повторить не удаётся, но общий уровень выступлений позволяет россиянину сохранить позиции в первой полусотне одиночного рейтинга, зато улучшились результаты в парных состязаниях, где Михаил, после длительной серии из поражений в полуфиналах, наконец зарабатывает свои первые участия в титульных встречах. На самом старте сезона он вышел в парный финал турнира в Дохе в партнёрстве с Андреем Павелом. На Открытом чемпионате Австралии Южный во втором раунде сыграл с Рафаэле Надалем, проиграв ему в пяти сетах. На турнире в Дубае он доиграл до четвертьфинала, в котором проиграл первой ракетке мира Роджеру Федереру. В апреле Южный выпал из топ-20. На Ролан Гаррос он проиграл во втором раунде, а на Уимблдоне ему удалось выйти в четвёртый раунд. В июле Южный дважды выходил в 1/4 финала — на грунте в Бостаде и Кицбюэле. В августе он отметился четвертьфиналом Мастерса в Цинциннати. На Открытом чемпионате США его результатом стал выход в третий раунд и россиянин впервые за четыре года выиграл семь матчей в основных сетках на турнирах Большого шлема в один сезон. Осенью он трижды выходил до четвертьфинала на небольших турнирах основного тура, а в парном разряде вышел в финал турнира в Пекине в команде с Дмитрием Турсуновым, а затем с третьей попытки победить в финале, берёт титул вместе с Максимом Мирным на Кубке Кремля. По итогам сезона он единственный раз в карьере финишировал в топ-50 парного рейтинга.

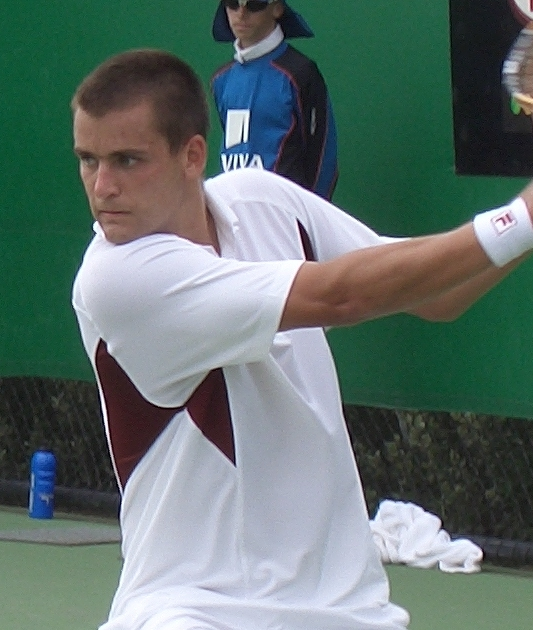
Южный на Открытом чемпионате Австралии 2006

В 2006 году Южный вернулся в топ-30 одиночного рейтинга, хотя в конце в февраля на неделю покинул топ-50 впервые с 2004 года. Начал год он с четвертьфинала турнира в Дохе, а на Открытом чемпионате Австралии выбыл уже в первом раунде. В феврале он сыграл в четвертьфинале турнира в Загребе и в полуфинале в Дубае. В весеннем грунтовом отрезке сезона сыграл неудачно, выиграв только два матча на шести турнирах. На Уимблдоне он доиграл до третьего раунда, где в четырёх сетах проиграл Новаку Джоковичу. В июле он вышел в полуфинал в Кицбюэле. На Открытом чемпионате США 2006 года Южный смог достичь лучшего своего результата на Больших шлемах. В первом раунде он обыграл Доминика Хрбаты, а в следующем затратил все пять сетов в матче с Николасом Массу. Затем он прошёл № 13 в мире Давида Феррера, а в четвёртом раунде разгромил № 5 Томми Робредо, отдав сопернику лишь три гейма. Впервые попав в четвертьфинал Большого шлема, Южный сразился со второй ракеткой мира Рафаэлем Надалем и обыграл его со счётом 6-3, 5-7, 7-6, 6-1. В полуфинале он сыграл против американца Энди Роддика и проиграл ему в четырёх сетах. В рейтинге россиянин поднялся с 54-го на 24-е место. На тех же американских кортах в парном разряде Михаил и Леош Фридль справились в третьем раунде с братьями Брайанами и уступили лишь будущим чемпионам — Леандру Паесу и Мартину Дамму. Это был его первый четвертьфинал Большого шлема в парном разряде.
По ходу сезона 2006 года Южный получал приглашение в сборную на матчи Кубка Дэвиса и в сентябре сыграл в полуфинале против команды США. Во втором матче полуфинала он смог обыграть № 9 в мире Джеймса Блейка (7-5, 1-6, 6-1, 7-5). Также в альянсе с Турсуновом он сыграл парную встречу, однако её россияне проиграли братьям Брайанам в трёх сетах. По итогу сборная России выиграл у США со счётом 3-2 и вышла в финал, где Южный уже не сыграл, однако Россия завоевала Кубок Дэвиса после победы над Аргентиной. Сезон Южный завершил на 24-м месте в рейтинге.

### 2007—2009 (1/4 финала в Австралии и № 8 в мире)

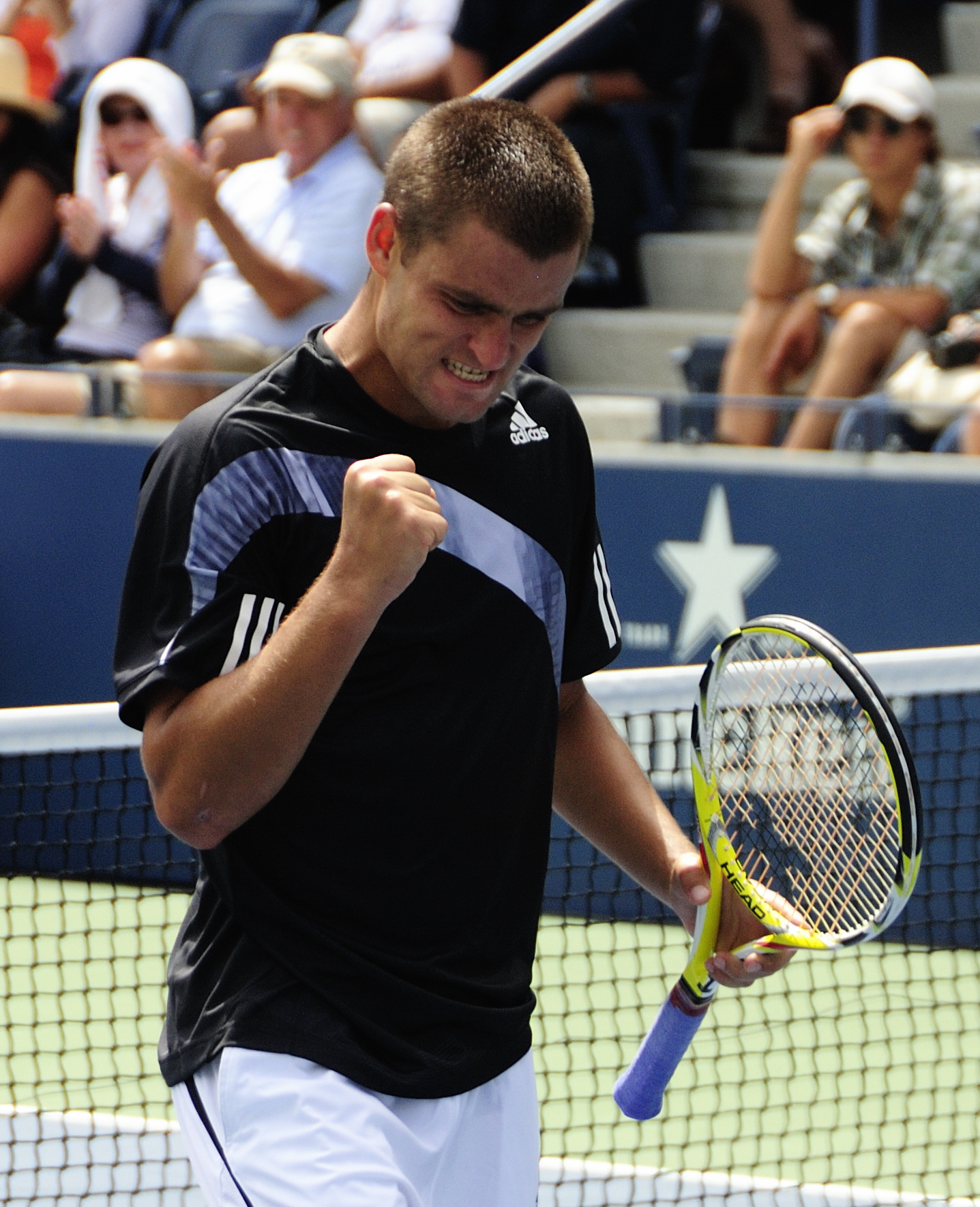
Южный на Открытом чемпионате США 2009 года

Накапливаемая в этот период уверенность позволяет к следующему году вернуться на пиковый уровень стабильности и качества одиночных результатов. На старте сезона-2007 он сыграл на турнире в Дохе, где вышел в четвертьфинал в одиночках и взял титул в парном разряде в команде с Ненадом Зимоничем. На Открытом чемпионате Австралии в третьем раунде его соперником стал первый в мире Роджер Федерер, которому Южный проиграл в трёх сетах. Далее он провёл неплохо серию зальных европейских турниров. Сначала вышел в полуфинал в Загребе, в четвертьфинал в Марселе, а затем смог стать победителем турнира в Роттердаме, обыграв в 1/4 финала Давида Феррера (6-2, 7-5), в 1/2 Новака Джоковича (3-6, 7-6, 7-5) и в финале № 8 в мире Ивана Любичича (6-2, 6-4). Эти результаты позволили вернуть себе место в топ-20 мирового рейтинга. Набрав хорошую форму, в начале марта Южный вышел в финал турнира в Дубае, обыграв по пути в 1/4 финала вторую ракетку мира Рафаэля Надаля (7-6, 6-3). В решающем матче он уступил Роджеру Федереру (4-6, 3-6). Следующий финал Южный сыграл в начале мая на грунтовом турнире в Мюнхене. Он проиграл в нём в трёх сетах Филиппу Кольшрайберу, с которым взял титул в парном разряде. На Ролан Гаррос Южный в третьем раунде обыграл в третьем раунде бывшего чемпиона турнира (2003 год) Хуана Карлоса Ферреро, но далее в четвёртом уступил Федереру.
На траве в 2007 году Южный сыграл два турнира: в Халле он вышел в четвертьфинал, а на Уимблдоне в четвёртый раунд, в котором сыграл все пять сетов против Рафаэля Надаля, но по итогу проиграл, выиграв первые два сета. Лучшим результатом июля стал выход в полуфинал турнира в Амерсфорте. 13 августа россиянин впервые смог подняться в первую десятку мирового одиночного рейтинга, однако задержался там только на неделю. На Открытом чемпионате США он проиграл уже во втором раунде Филиппу Кольшрайберу, но при этом в целом на Больших шлемах впервые выиграл девять матчей за сезон. Лучшими результатами осени стали выход в полуфинал турнира в Санкт-Петербурге и четвертьфинал Мастерса в Париже. По итогу сезона он закрепил за собой 19-ю строчку рейтинга. 
Достигнув нового пика, россиянин в 2008 году несколько сбавляет как в качестве результатов, так и в готовности к турнирам, стоившей ему небольших повреждений и пропуска ряда крупных соревнований. Наиболее удачным оказывается начало года, где Михаил выдаёт серию из девяти побед подряд. Он выигрывал титул на турнире в Ченнаи, где в финале разгромил со счётом 6-0, 6-1 Рафаэля Надаля (№ 2 в мире). На Открытом чемпионате Австралии он впервые смог выйти в четвертьфинал, обыграв для этого в четвёртом раунде № 4 в мире Николаем Давыденко (7-6, 6-3, 6-1). Эти результаты позволили Южному занять пиковую за всю карьеру восьмую строчку в классификации. После этого Южный выступал скромнее. В феврале он лишь раз вышел в четвертьфинал на турнире в Марселе, а в парном разряде сыграл в финале турнира в Роттердаме в дуэте с Филиппом Кольшрайбером. Потеря рейтинговых очков не позволила задержаться в топ-10 надолго. В марте он вышел в четвёртый раунд на Мастерсе в Майами. На Открытом чемпионате Франции его результатом стал выход в третий раунд.
Перейдя в июне 2008 года на траву, Южный выиграл парный приз турнира в Халле в партнёрстве с Мишей Зверевым, а на Уимблдонском турнире пятый раз в карьере дошёл до четвёртого раунда, уступив  на этот раз Надалю. Летом он выступил на второй для себя Олимпиаде, которая проводилась в Пекине и доиграл там до третьего раунда, в котором не смог переиграть Новака Джоковича, а в парном разряде он выбыл во втором раунде, сыграв совместно с Дмитрием Турсуновым. После Олимпиады Южный пропустил несколько турниров в том числе и Открытый чемпионат США и потерял место в топ-20. По возвращении он смог в начале октября выиграть второй парный титул с Мишей Зверевым на турнире в Токио.
Спад результатов конца 2008 года не завершился и в новом году: Южный выиграл на первых неделях сезона лишь один матч и провалился во вторую полусотню рейтинга. Первого четвертьфинала он достиг в феврале на турнире в Роттердаме, обыграв во втором раунде № 14 в мире Давида Феррера. Затем он вышел в четвертьфинал в Марселе, а далее вновь не показывал сильных результатов и игровую форму постепенно удалось вернуть к маю. На турнире в Мюнхене он смог выйти финал, в котором в трёх сетах проиграл Томашу Бердыху. Затем он вышел в полуфинал в Кицбюэле, но на Ролан Гаррос он проиграл во втором раунде. В июне он вышел в четвертьфинал в Лондоне и выиграл парный приз в команде с Уэсли Муди, но на Уимблдоне проиграл уже в первом раунде испанцу Ферреро.
На Открытом чемпионате США 2009 года Южный проиграл во втором раунде. Следующий сильный отрезок пришелся уже на осень. Эту часть сезона он начал с выхода в четвертьфинал Куала-Лумпуре, а затем, переиграв Беллуччи, Симона, Бердыха и Хьюитта, вышел в финал турнира в Токио, в котором уступил Жо-Вильфриду Тсонга. Через две недели, уже на родине в Москве он берёт пятый одиночный титул основного тура, одержав победу в финале над сербом Янко Типсаревичем, и возвращается в рейтинге в топ-30. В ноябре он вышел в ещё один финал на  турнире в Валенсии, обыграв в том числе двух теннисистов из топ-10: в первом раунде на отказе соперника в третьем сете был обыгран № 9 в мире Тсонга, а в полуфинале пройден в трёх сетах № 7 Давыденко. В финале Южный проиграл № 4 в мире Энди Маррею. Осенняя серия позволила Южному в третий раз в карьере завершить одиночный сезон в топ-20.

### 2010—2013 (1/4 финала на Ролан Гаррос и Уимблдоне, 1/2 финала в США)

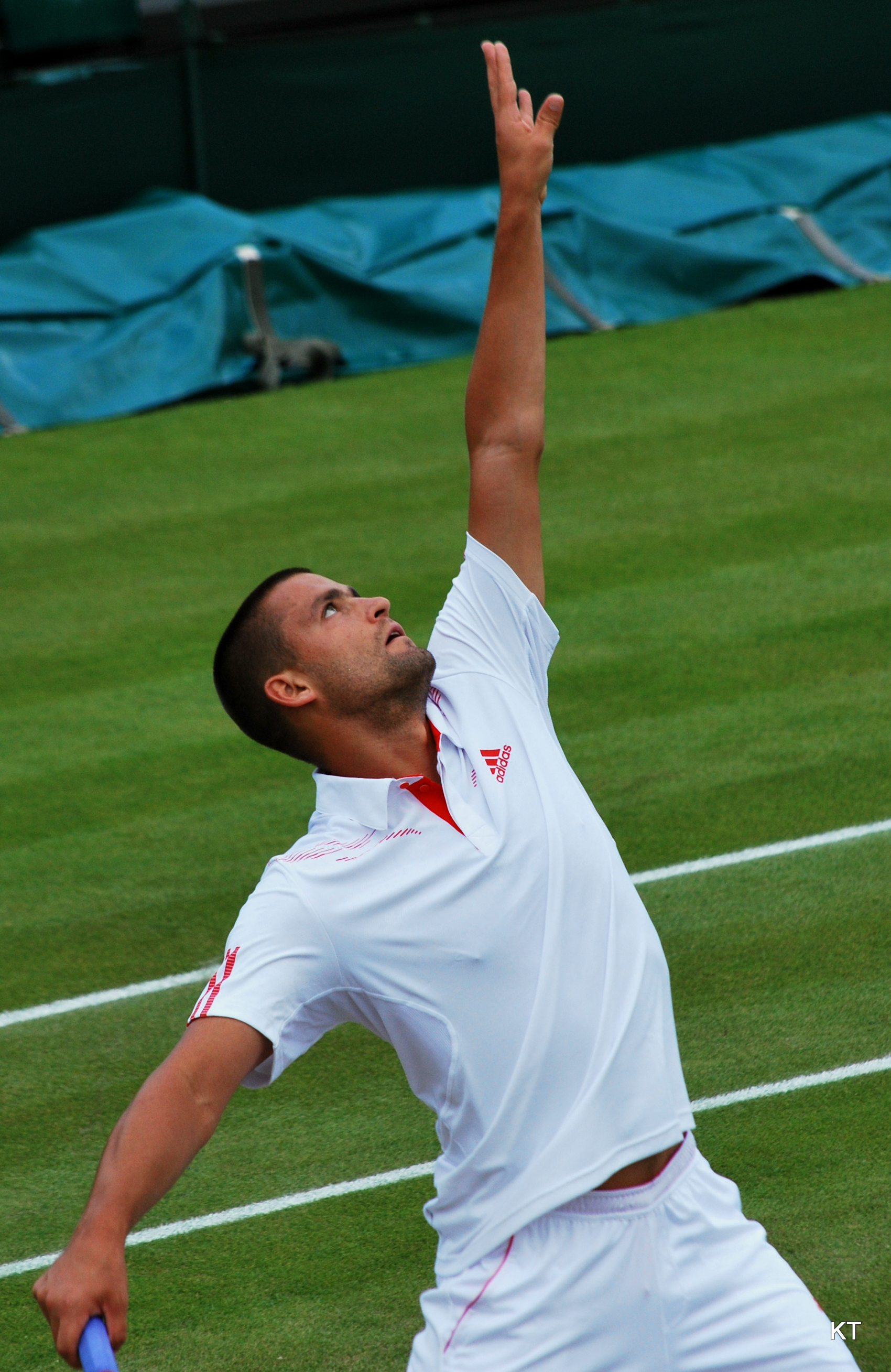
Южный на Уимблдоне 2012 года

2010 год впервые и единственный раз в карьере поднял россиянина в топ-10 итогового рейтинга. На Открытом чемпионате Австралии он ограничился выходом в третий раунд. В феврале на зальном турнире в Роттердаме он попал в финал, обыграв в 1/4 финала № 13 в мире Гаэля Монфиса (5-7, 6-2, 6-3), а в 1/2 третий раз в карьере № 2 в мире Новака Джоковича (7-6, 7-6). В титульном матче он не смог доиграть матч против Робина Сёдерлинга. Через две недели Южный вновь сыграл с Джоковичем, уже в финале турнира в Дубае и на этот раз проиграл — 5-7, 7-5, 3-6. На Мастерсе в Майами он смог доиграть до четвертьфинала, где снова проиграл Сёдерлингу. В мае с третьего финала, наконец-то удалось выиграть первый титул в сезоне. Южный стал победителем соревнования в Мюнхене, где обыграл в финале № 11 в мире Марина Чилича в трёх сетах. На Ролан Гаррос он впервые смог выйти в четвертьфинал, где проиграл чеху Бердыху.
В июне на траве он отметился победой в парном турнире в Халле вместе с Сергеем Стаховским. Лучшим результатом в сезоне стал выход в полуфинал Открытого чемпионата США. Это его второй в карьере полуфинал в США и на турнирах Большого шлема. Самым сложным матчем на пути к нему стал пятисетовой четвертьфинал против Стэна Вавринки (3-6, 7-6, 3-6, 6-3, 6-3), а в борьбе за выход в финал он проиграл первой ракетке мира Рафаэлю Надалю (2-6, 3-6, 4-6). Россиянин смог обновить свой сезонный рекорд по выигранным матчам на Большом шлеме, доведя результат за год до 12 выигранных матчей. После этого сильного результата Южный вошел в первую десятку рейтинга, заняв восьмую строчку. Осенний отрезок сезона он начал со второго титула в сезоне, который он взял на турнире Куала-Лумпуре. В октябре он сыграл пятый одиночный финал в сезоне на турнире в Санкт-Петербурге, в котором проиграл Михаилу Кукушкину. Южный до последнего момента претендовал на место на Итоговом турнире, однако в итоге смог поехать туда в качестве запасного. Сезон он завершил в статусе десятой ракетки мира.
За сильным отрезком вновь последовало заметное проседание результатов, и уже следующий сезон россиянин заканчивал игроком четвёртой десятки. На Открытом чемпионате Австралии 2011 года он доиграл до третьего раунда. В феврале вышел в 1/4 финала в Роттердаме и полуфинал в Марселе, а также взял парный приз турнира в Дубае в партнёрстве с Сергеем Стаховским. В том сезоне Южный достиг максимальной позиции в парном рейтинге, поднявшись в апреле на 38-е место. На Ролан Гаррос он также доиграл до третьего раунда, а на Уимблдоне смог выйти в четвёртый раунд, в котором проиграл Федереру. В июле он отметился выходами в полуфинал на грунте в Гамбурге и Гштаде. Защита полуфинала на Открытом чемпионате США обернулась поражением уже в стартовом матче от Эрнеста Гулбиса, после чего Южный упал в рейтинге на 17 позиций вниз, потеряв место в топ-30. После этого он сыграл за сборную и помог России победить бразильцев (3:2) и сохранить место в Мировой группе на следующий год. В четвёртом мачте он смог выиграть в тяжелейшем поединке Томаса Беллуччи (2-6, 6-3, 5-7, 6-4, 14-12). На осенних турнирах он один раз вышел в четвертьфинал в Пекине и ещё раз достиг полуфинала в Санкт-Петербурге.
2012 год был проведён чуть стабильнее: Южный вернулся в топ-30, выиграл по небольшому титулу в одиночном и парном разрядах, дважды обыграл игроков топ-10. На старте сезона он вышел в четвертьфинал турнира в Дохе, но на Открытом чемпионате Австралии выбыл в первом же раунде. В феврале удалось оформит победный дубль на зальном турнире в Загребе, выиграв одиночные соревнования и парные в дуэте с Маркосом Багдатисом. Весной Южный только два раза выходил в четвертьфинал (на харде в Дубае и на грунте в Мюнхене), а на Ролан Гаррос проиграл на стадии третьего раунда. В июне он вышел в полуфинал в Халле. Затем на Уимблдоне впервые смог доиграть до четвертьфинала, в котором проиграл Роджеру Федереру (уже четвёртый раз в сезоне). Таким образом, Южный смог войти в «клуб теннисистов», которые за карьеру сыграли в 1/4 финала на всех четырёх турнирах Большого шлема. На Олимпийских играх в Лондоне Южный в первом  раунде проиграл французу Жюльену Беннето, а в парном разряде с Давыденко выбыл во втором раунде. До осени он проиграл три матча и выиграл только один, в том числе уступил в первом раунде Открытого чемпионата США. После этого на турнире в Санкт-Петербурге смог выйти в полуфинал. До конца года Южный ещё три раза доигрывал до 1/4 финала, закончив сезон на 25-м месте рейтинга.
Ещё через год Михаил вернулся и в топ-20, сыграв в трёх финалах и во второй раз в карьере преодолев рубеж в десяток побед в основных сетках соревнований Большого шлема. На Открытом чемпионате Австралии 2013 года Южный сыграл два пятисетовых матча, проиграв во втором соотечественнику Евгению Донскому. В феврале он вышел в полуфинал в Загребе. В конце весны на Открытом чемпионате Франции он смог доиграть до четвёртого раунда. Первого финала в сезоне он достиг в июне на траве в Халле, где в борьбе за титул проиграл Федереру (7-6, 3-6, 4-6). На Уимблдоне его результатом, как и на Ролан Гаррос, стал четвёртый раунд, в котором уступил № 2 в мире Энди Маррею. В июле Южному покорился титул грунтового турнира в Гштаде, где он обыграл в финале Робина Хасе. На Открытом чемпионате США Южному удалось выйти в четвертьфинал. За выход в полуфинал он сразился с первой ракеткой мира Новаком Джоковичем, но смог взять только один сет. После этого Южный поднялся в топ-20. Самый статусный результат пришёлся на концовку сезона, где россиянин выиграл турнир ATP 500 в Валенсии, переиграв в финале Давида Феррера (тогдашний № 3 классификации). Этот титул стал для Южного десятым в одиночном разряде в Мировом туре. Сезон он завершил 15-м в итоговом рейтинге.

### 2014—2018 (последние сезоны в карьере)

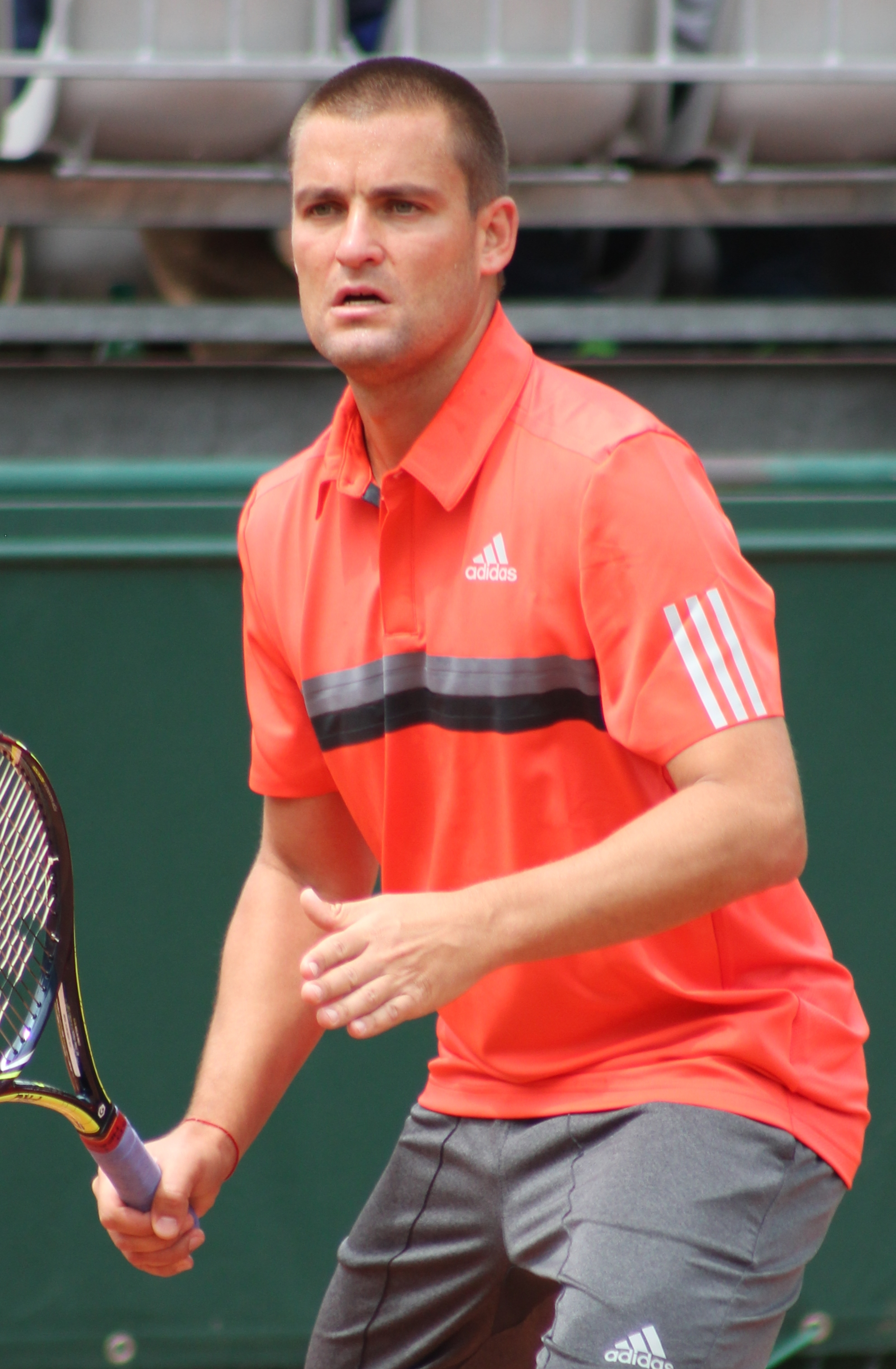
Южный на Ролан Гаррос 2015 года

В 2014 году россиянина всё больше начинают донимать проблемы с готовностью, заметно понижающие его результаты — этот сезон приносит лишь 18 побед в основных сетках турниров ассоциации. На Открытом чемпионате Австралии 2014 года он во втором раунде проиграл в пяти сетах немцу Флориану Майеру, а в парном разряде с Максимом Мирным доиграл до четвертьфинала. В феврале он прошёл в четвертьфинал в Дубае, но не вышел на матч против Новака Джоковича. Ролан Гаррос и Уимблдон завершились во втором раунде, а затем он смог выйти в полуфинал турнира в Штутгарте и четвертьфинал в Гштаде. В июле Южный покинул топ-20. На Открытом чемпионате США выбыл в первом раунде. Осенью ему удалось выйти в четвертьфинал Мастерса в Шанхае, а затем и на Кубке Кремля в Москве.
В следующем сезоне 2015 года Южный выиграл в Туре всего девять матчей. Снижается качество даже локальных всплесков, и к концу 2015 года Михаил впервые за 15 лет покинул первую сотню итоговой классификации и заканчивал сезон играми на «челленджерах». На Больших шлемах он только на Открытом чемпионате США смог пройти стадию первого раунда. Лучшими результатами сезона стал выход в феврале в четвертьфинал в Загребе, проход в третий раунд в августе на  Мастерсе в Монреале, а также победа на «челленджере» в Германии в концовке сезона.
2016 год Южный начал с трёх подряд побед на «челленджерах» и вернул место в первой сотни рейтинга. На Ролан Гаррос он проиграл в первом раунде. В июне на траве в Штутгарте вышел в четвертьфинал, а на Уимблдоне во втором раунде в пяти сетах проиграл Александру Звереву. Летом он сыграл в 1/4 финала в Гштаде. На Открытом чемпионате США вышел в третий раунд, где вышел на Новака Джоковича, но не смог доиграть матч, отказавшись от продолжения после шести геймов первого сета. Осенью он вышел в четвертьфинал в Санкт-Петербурге после победы над № 6 в мире Милошем Раоничем.
На старте 2017 года Южный вышел в четвертьфинал турнире в Ченнаи, а затем отказался продолжать матч первого круга Открытого чемпионата Австралии против Багдатиса. Ролан Гаррос также завершился для него на старте, а на Уимблдоне во втором раунде. На Открытом чемпионате США Южный смог навязать борьбу Роджеру Федереру во втором раунде и даже вл 2:1 по сетам, но по итогу уступил в пяти сетах. Потеряв место в топ-100 Южный вновь наращивал рейтинг на «челленджерах» и выиграл на них ещё два титула, вернувшись в первую сотню по итогам сезона.
Южный выбыл в первом круге Открытого чемпионата Австралии 2018 года, проиграв Пабло Куэвасу из Уругвая в трёх сетах. На весенних турнирах лучшим результатом теннисиста стал выход в третий круг Мастерса в Майами. На Открытом чемпионате Франции и Уимблдоне Южный вылетел в первом круге. 25 июля после победы в первом круге на турнире в Атланте Михаил объявил о том, что завершит спортивную карьеру после турнира в Санкт-Петербурге. В сентябре 2018 года Южный провел свой последний матч в профессиональной карьере на турнире в Санкт-Петербурге, где проиграл матч второго круга испанцу Роберто Баутисте Агуту со счётом 6:7(6), 6:3, 3:6.

### Сборная и национальные турниры
Южный уже в 17 лет впервые сыграл за национальную сборную страны в Кубке Дэвиса и до 2013 года он не пропускал ни одного розыгрыша турнира (больше сезонов в составе сборной России/СССР только у Александра Метревели). За это время Южным было сыграно 38 матчей (15 побед в одиночном разряде и шесть — в паре), а россияне трижды доходили до финала кубка, взяв два титула.
На счету Южного три участия в олимпийских турнирах (причём на каждых играх он был задействован во всех возможных разрядах). Его лучший результат в подобных соревнованиях: четвертьфинал одиночного турнира игр-2004.

### Карьера тренера
В августе 2019 года Южный стал тренером Дениса Шаповалова.

## Рейтинг на конец года
| Год  | Одиночный рейтинг | Парный рейтинг |
| ---- | ----------------- | -------------- |
| 2017 | 84                | 819            |
| 2016 | 57                |                |
| 2015 | 127               | 379            |
| 2014 | 48                | 72             |
| 2013 | 15                | 74             |
| 2012 | 25                | 121            |
| 2011 | 35                | 60             |
| 2010 | 10                | 69             |
| 2009 | 19                | 122            |
| 2008 | 32                | 65             |
| 2007 | 19                | 95             |
| 2006 | 24                | 68             |
| 2005 | 43                | 47             |
| 2004 | 16                | 125            |
| 2003 | 43                | 169            |
| 2002 | 32                | 223            |
| 2001 | 58                | 298            |
| 2000 | 113               | 233            |
| 1999 | 286               | 536            |
| 1998 | 1096              | 1097           |

По данным официального сайта ATP на последнюю неделю года.

## Выступления на турнирах

### Финалы турнировATPв одиночном разряде (19)

#### Победы (10)
| Титулы (до/после 2009)                 |
| -------------------------------------- |
| Турниры Большого шлема (0)*            |
| Итоговый турнир ATP (0)                |
| Мастерс (0)                            |
| ATP International Gold / АТР 500 (0+2) |
| ATP International / АТР 250 (10+7)     |

| Титулы по покрытиям | Титулы по месту проведения матчей турнира |
| ------------------- | ----------------------------------------- |
| Хард (6+4)*         | Зал (6+2)                                 |
| Грунт (3+1)         | Зал (6+2)                                 |
| Трава (0+3)         | Открытый воздух (4+7)                     |
| Ковёр (1+1)         | Открытый воздух (4+7)                     |

* количество побед в одиночном разряде + количество побед в парном разряде.
| №   | Дата            | Турнир                  | Покрытие    | Соперник в финале | Счет                |
| 1.  | 21 июля 2002    | Штутгарт, Германия      | Грунт       | Гильермо Каньяс   | 6-3 3-6 3-6 6-4 6-4 |
| 2.  | 31 октября 2004 | Санкт-Петербург, Россия | Ковёр (зал) | Кароль Бек        | 6-2 6-2             |
| 3.  | 25 февраля 2007 | Роттердам, Нидерланды   | Хард (зал)  | Иван Любичич      | 6-2 6-4             |
| 4.  | 6 января 2008   | Ченнаи, Индия           | Хард        | Рафаэль Надаль    | 6-0 6-1             |
| 5.  | 25 октября 2009 | Москва, Россия          | Хард (зал)  | Янко Типсаревич   | 6-7(5) 6-0 6-4      |
| 6.  | 9 мая 2010      | Мюнхен, Германия        | Грунт       | Марин Чилич       | 6-3 4-6 6-4         |
| 7.  | 3 октября 2010  | Куала-Лумпур, Малайзия  | Хард (зал)  | Андрей Голубев    | 6-7(7) 6-2 7-6(3)   |
| 8.  | 5 фев 2012      | Загреб, Хорватия        | Хард (зал)  | Лукаш Лацко       | 6-2 6-3             |
| 9.  | 28 июля 2013    | Гштаад, Швейцария       | Грунт       | Робин Хасе        | 6-3 6-4             |
| 10. | 27 октября 2013 | Валенсия, Испания       | Хард (зал)  | Давид Феррер      | 6-3 7-5             |

#### Поражения (11)
| №   | Дата             | Турнир                  | Покрытие   | Соперник в финале  | Счет            |
| 1.  | 27 октября 2002  | Санкт-Петербург, Россия | Хард (зал) | Себастьян Грожан   | 5-7 4-6         |
| 2.  | 19 сентября 2004 | Пекин, Китай            | Хард       | Марат Сафин        | 6-7(4) 5-7      |
| 3.  | 3 марта 2007     | Дубай, ОАЭ              | Хард       | Роджер Федерер     | 4-6 3-6         |
| 4.  | 6 мая 2007       | Мюнхен, Германия        | Грунт      | Филипп Кольшрайбер | 6-2 3-6 4-6     |
| 5.  | 10 мая 2009      | Мюнхен, Германия (2)    | Грунт      | Томаш Бердых       | 4-6 6-4 6-7(5)  |
| 6.  | 11 октября 2009  | Токио, Япония           | Хард       | Жо-Вильфрид Тсонга | 3-6 3-6         |
| 7.  | 8 ноября 2009    | Валенсия, Испания       | Хард (зал) | Энди Маррей        | 3-6 2-6         |
| 8.  | 14 февраля 2010  | Роттердам, Нидерланды   | Хард (зал) | Робин Сёдерлинг    | 4-6 0-2 — отказ |
| 9.  | 28 февраля 2010  | Дубай, ОАЭ (2)          | Хард       | Новак Джокович     | 5-7 7-5 3-6     |
| 10. | 31 октября 2010  | Санкт-Петербург, Россия | Хард (зал) | Михаил Кукушкин    | 3-6 6-7(2)      |
| 11. | 16 июня 2013     | Халле, Германия         | Трава      | Роджер Федерер     | 7-6(5) 3-6 4-6  |

### Финалычелленджерови фьючерсов в одиночном разряде (12)

#### Победы (11)
| Титулы             |
| Челленджеры (7+1)* |
| Фьючерсы (4+2)     |

| Титулы по покрытиям | Титулы по месту проведения матчей турнира |
| ------------------- | ----------------------------------------- |
| Хард (8+1)*         | Зал (3)                                   |
| Грунт (1+2)         | Зал (3)                                   |
| Трава (0)           | Открытый воздух (8+3)                     |
| Ковёр (2)           | Открытый воздух (8+3)                     |

* количество побед в одиночном разряде + количество побед в парном разряде.
| №   | Дата            | Турнир                   | Покрытие    | Соперник в финале    | Счёт              |
| 1.  | 29 августа 1999 | Минск, Белоруссия        | Ковёр       | Микаэль Льодра       | 6-3 6-4           |
| 2.  | 5 сентября 1999 | Самара, Россия           | Хард        | Чжу Бэньцян          | 6-4 6-2           |
| 3.  | 10 октября 1999 | Эдинбург, Великобритания | Хард (зал)  | Том Спинкс           | 6-3 7-6(3)        |
| 4.  | 17 октября 1999 | Лидс, Великобритания     | Хард (зал)  | Хельге Колл-Фрафьорд | 3-6 6-4 6-2       |
| 5.  | 20 мая 2000     | Самарканд, Узбекистан    | Грунт       | Ян-Фроде Андерсен    | 7-6(7) 2-6 7-6(8) |
| 6.  | 8 ноября 2015   | Эккенталь, Германия      | Ковёр (зал) | Беньямин Беккер      | 7-5 6-3           |
| 7.  | 10 января 2016  | Бангкок, Таиланд         | Хард        | Го Соэда             | 6-3 6-4           |
| 8.  | 17 января 2016  | Бангкок, Таиланд         | Хард        | Адам Павласек        | 6-4 6-1           |
| 9.  | 24 января 2016  | Манила, Филиппины        | Хард        | Марко Кьюдинелли     | 6-4 6-4           |
| 10. | 22 октября 2017 | Нинбо, Китай             | Хард        | Таро Даниэль         | 6-1 6-1           |
| 11. | 29 октября 2017 | Хошимин, Вьетнам         | Хард        | Джон Миллман         | 6-4 6-4           |

#### Поражение (1)
| №  | Дата         | Турнир                   | Покрытие   | Соперник в финале | Счёт    |
| 1. | 5 марта 2000 | Шербур-Октевиль, Франция | Хард (зал) | Жюльен Бутте      | 1-6 0-6 |

### Финалы турнировATPв парном разряде (12)

#### Победы (9)
| №  | Дата            | Турнир                 | Покрытие    | Партнёр            | Соперники в финале              | Счёт           |
| 1. | 16 октября 2005 | Москва, Россия         | Ковёр (зал) | Максим Мирный      | Игорь Андреев Николай Давыденко | 6-1 6-1        |
| 2. | 6 января 2007   | Доха, Катар            | Хард        | Ненад Зимонич      | Мартин Дамм Леандер Паес        | 6-1 7-6(3)     |
| 3. | 6 мая 2007      | Мюнхен, Германия       | Грунт       | Филипп Кольшрайбер | Ян Гайек Ярослав Левинский      | 6-1 6-4        |
| 4. | 15 июня 2008    | Халле, Германия        | Трава       | Миша Зверев        | Лукаш Длоуги Леандер Паес       | 3-6 6-4 [10-3] |
| 5. | 5 октября 2008  | Токио, Япония          | Хард        | Миша Зверев        | Лукаш Длоуги Леандер Паес       | 6-3 6-4        |
| 6. | 14 июня 2009    | Лондон, Великобритания | Трава       | Уэсли Муди         | Марсело Мело Андре Са           | 6-4 4-6 [10-6] |
| 7. | 13 июня 2010    | Халле, Германия        | Трава       | Сергей Стаховский  | Мартин Дамм Филип Полашек       | 4-6 7-5 [10-7] |
| 8. | 26 февраля 2011 | Дубай, ОАЭ             | Хард        | Сергей Стаховский  | Фелисиано Лопес Жереми Шарди    | 4-6 6-3 [10-3] |
| 9. | 5 февраля 2012  | Загреб, Хорватия       | Хард (зал)  | Маркос Багдатис    | Иван Додиг Мате Павич           | 6-2 6-2        |

#### Поражения (3)
| №  | Дата             | Турнир                | Покрытие   | Партнёр            | Соперники в финале            | Счёт           |
| 1. | 8 января 2005    | Доха, Катар           | Хард       | Андрей Павел       | Альберт Коста Рафаэль Надаль  | 3-6 6-4 3-6    |
| 2. | 18 сентября 2005 | Пекин, Китай          | Хард       | Дмитрий Турсунов   | Джастин Гимелстоб Натан Хили  | 6-4 3-6 2-6    |
| 3. | 24 февраля 2008  | Роттердам, Нидерланды | Хард (зал) | Филипп Кольшрайбер | Томаш Бердых Дмитрий Турсунов | 5-7 6-3 [7-10] |

### Финалычелленджерови фьючерсов в парном разряде (5)

#### Победы (3)
| №  | Дата            | Турнир           | Покрытие | Партнёр         | Соперники в финале        | Счёт           |
| 1. | 21 мая 1999     | Манавгат, Турция | Грунт    | Вадим Куценко   | Эсат Таник Орест Терещук  | 6-3 4-6 6-4    |
| 2. | 5 сентября 1999 | Самара, Россия   | Хард     | Андрей Южный    | Ли Сы Сюй Жань            | 2-6 6-4 6-4    |
| 3. | 9 июля 2000     | Ульм, Германия   | Грунт    | Орлин Станойчев | Томас Беренд Карстен Браш | 6-7(2) 7-5 6-0 |

#### Поражения (2)
| №  | Дата          | Турнир           | Покрытие | Партнёр       | Соперницы в финале                    | Счёт            |
| 1. | 14 мая 1999   | Манавгат, Турция | Грунт    | Вадим Куценко | Нико Карагианнис Кристьян Персико     | 6-3 5-7 3-6     |
| 2. | 1 апреля 2001 | Барлетта, Италия | Грунт    | Томас Беренд  | Хайро Веласко Херман Пуэнтес Альканис | 1-6 0-1 — отказ |

### Финалы командных турниров (4)

#### Победы (2)
| №  | Год  | Турнир           | Команда                                                | Соперник в финале                                          | Счёт |
| 1. | 2002 | Кубок Дэвиса     | Россия Е. Кафельников, М. Сафин, М. Южный, А. Столяров | Франция С. Грожан, П. А. Матьё, Ф. Санторо, Н. Эскюде      | 3-2  |
| 2. | 2006 | Кубок Дэвиса (2) | Россия Н. Давыденко, М. Южный, М. Сафин, Д. Турсунов   | Аргентина Д. Налбандян, Х.-И. Чела, А. Кальери, Х. Акасусо | 3-2  |

#### Поражения (2)
| №  | Год  | Турнир               | Команда                                                | Соперник в финале                                | Счёт |
| 1. | 2007 | Кубок Дэвиса         | Россия И. Андреев, Н. Давыденко, Д. Турсунов, М. Южный | США Дж. Блейк, Б. Брайан, М. Брайан, Э. Роддик   | 1-4  |
| 2. | 2008 | Командный Кубок мира | Россия · И. Андреев, Д. Турсунов, М. Южный             | Швеция · Р. Линдстедт, Р. Сёдерлинг, Т. Юханссон | 1-2  |

## История выступлений на турнирах
| Турнир                       | 2000          | 2001          | 2002          | 2003          | 2004          | 2005          | 2006          | 2007          | 2008          | 2009                    | 2010                    | 2011                    | 2012                    | 2013                    | 2014                    | 2015                    | 2016                    | 2017                    | 2018                    | Итог   | В/П за карьеру |
| ---------------------------- | ------------- | ------------- | ------------- | ------------- | ------------- | ------------- | ------------- | ------------- | ------------- | ----------------------- | ----------------------- | ----------------------- | ----------------------- | ----------------------- | ----------------------- | ----------------------- | ----------------------- | ----------------------- | ----------------------- | ------ | -------------- |
| Турниры Большого шлема       |               |               |               |               |               |               |               |               |               |                         |                         |                         |                         |                         |                         |                         |                         |                         |                         |        |                |
| Открытый чемпионат Австралии | -             | 3Р            | 3Р            | 4Р            | 1Р            | 2Р            | 1Р            | 3Р            | 1/4           | 1Р                      | 3Р                      | 3Р                      | 1Р                      | 2Р                      | 2Р                      | 1Р                      | -                       | 1Р                      | 1Р                      | 0 / 17 | 20-16          |
| Открытый чемпионат Франции   | К             | 1Р            | 1Р            | 2Р            | 3Р            | 2Р            | 2Р            | 4Р            | 3Р            | 2Р                      | 1/4                     | 3Р                      | 3Р                      | 4Р                      | 2Р                      | 1Р                      | 1Р                      | 1Р                      | 1Р                      | 0 / 18 | 23-18          |
| Уимблдонский турнир          | -             | 4Р            | 4Р            | 2Р            | 1Р            | 4Р            | 3Р            | 4Р            | 4Р            | 1Р                      | 2Р                      | 4Р                      | 1/4                     | 4Р                      | 2Р                      | 1Р                      | 2Р                      | 2Р                      | 1Р                      | 0 / 18 | 32-18          |
| Открытый чемпионат США       | -             | 3Р            | -             | 1Р            | 3Р            | 3Р            | 1/2           | 2Р            | -             | 2Р                      | 1/2                     | 1Р                      | 1Р                      | 1/4                     | 1Р                      | 2Р                      | 3Р                      | 2Р                      | 1Р                      | 0 / 13 | 26-16          |
| Итог                         | 0 / 0         | 0 / 4         | 0 / 3         | 0 / 4         | 0 / 4         | 0 / 4         | 0 / 4         | 0 / 4         | 0 / 3         | 0 / 4                   | 0 / 4                   | 0 / 4                   | 0 / 4                   | 0 / 4                   | 0 / 4                   | 0 / 4                   | 0 / 3                   | 0 / 4                   | 0 / 4                   | 0 / 69 |                |
| В/П в сезоне                 | 0-0           | 7-4           | 5-3           | 5-4           | 4-4           | 7-4           | 8-4           | 9-4           | 9-3           | 2-4                     | 12-3                    | 7-4                     | 6-4                     | 11-4                    | 3-4                     | 1-4                     | 3-3                     | 2-4                     | 0-4                     |        | 101-68         |
| Олимпийские игры             |               |               |               |               |               |               |               |               |               |                         |                         |                         |                         |                         |                         |                         |                         |                         |                         |        |                |
| Олимпиада                    | -             | Не проводился | Не проводился | Не проводился | 1/4           | Не проводился | Не проводился | Не проводился | 3Р            | Не проводился           | Не проводился           | Не проводился           | 1Р                      | Не проводился           | Не проводился           | Не проводился           | -                       | Не проводился           | Не проводился           | 0 / 3  | 5-3            |
| Турниры Мастерс              |               |               |               |               |               |               |               |               |               |                         |                         |                         |                         |                         |                         |                         |                         |                         |                         |        |                |
| Индиан-Уэлс                  | -             | -             | К             | 1Р            | 4Р            | 2Р            | 1Р            | 2Р            | 3Р            | 1Р                      | -                       | -                       | -                       | 2Р                      | -                       | 1Р                      | 2Р                      | 2Р                      | 1Р                      | 0 / 12 | 6-11           |
| Майами                       | -             | -             | -             | 2Р            | 1Р            | 2Р            | 1Р            | 3Р            | 4Р            | 2Р                      | 1/4                     | 3Р                      | -                       | 3Р                      | -                       | 2Р                      | 2Р                      | 1Р                      | 3Р                      | 0 / 14 | 13-14          |
| Монте-Карло                  | -             | 3Р            | -             | 1Р            | -             | -             | 1Р            | 2Р            | 2Р            | К                       | 2Р                      | 1Р                      | 1Р                      | 2Р                      | 1Р                      | 1Р                      | К                       | К                       | -                       | 0 / 11 | 4-11           |
| Гамбург                      | -             | -             | 1Р            | 3Р            | 1/4           | 2Р            | 1Р            | 1Р            | 1Р            | Не турнир серии Мастерс | Не турнир серии Мастерс | Не турнир серии Мастерс | Не турнир серии Мастерс | Не турнир серии Мастерс | Не турнир серии Мастерс | Не турнир серии Мастерс | Не турнир серии Мастерс | Не турнир серии Мастерс | Не турнир серии Мастерс | 0 / 7  | 6-7            |
| Штутгарт/Мадрид              | -             | К             | 3Р            | 1Р            | 1Р            | 1Р            | К             | 2Р            | 1Р            | -                       | 2Р                      | 1Р                      | 2Р                      | 3Р                      | 2Р                      | -                       | К                       | К                       | К                       | 0 / 11 | 7-11           |
| Рим                          | -             | К             | -             | 1Р            | 1Р            | 1Р            | 2Р            | 3Р            | -             | 2Р                      | 1Р                      | 1Р                      | 2Р                      | 2Р                      | 3Р                      | -                       | -                       | -                       | К                       | 0 / 11 | 8-11           |
| Монреаль/Торонто             | -             | -             | -             | 1Р            | 2Р            | 1Р            | 2Р            | 3Р            | 2Р            | 3Р                      | 2Р                      | 1Р                      | 2Р                      | 2Р                      | 1Р                      | 3Р                      | 2Р                      | 1Р                      | 2Р                      | 0 / 16 | 13-16          |
| Цинциннати                   | -             | -             | -             | 3Р            | 2Р            | 1/4           | 2Р            | 2Р            | 1Р            | 2Р                      | 1Р                      | 1Р                      | 1Р                      | 2Р                      | 3Р                      | К                       | 2Р                      | 1Р                      | -                       | 0 / 14 | 13-14          |
| Шанхай                       | Не проводился | Не проводился | Не проводился | Не проводился | Не проводился | Не проводился | Не проводился | Не проводился | Не проводился | -                       | 2Р                      | 1Р                      | 1Р                      | 1Р                      | 1/4                     | -                       | 1Р                      | К                       | -                       | 0 / 6  | 3-6            |
| Париж                        | -             | К             | -             | 1Р            | 1/4           | -             | -             | 1/4           | 1Р            | -                       | 2Р                      | 1Р                      | 1Р                      | 1Р                      | 1Р                      | -                       | К                       | -                       | -                       | 0 / 9  | 6-9            |
| Статистика за карьеру        |               |               |               |               |               |               |               |               |               |                         |                         |                         |                         |                         |                         |                         |                         |                         |                         |        |                |
| Проведено финалов            | 0             | 0             | 2             | 0             | 2             | 0             | 0             | 3             | 1             | 4                       | 5                       | 0                       | 1                       | 3                       | 0                       | 0                       | 0                       | 0                       | 0                       |        | 21             |
| Выиграно турниров            | 0             | 0             | 1             | 0             | 1             | 0             | 0             | 1             | 1             | 1                       | 2                       | 0                       | 1                       | 2                       | 0                       | 0                       | 0                       | 0                       | 0                       |        | 10             |
| В/П: всего                   | 6-8           | 20-20         | 31-24         | 29-27         | 42-27         | 23-23         | 25-21         | 50-24         | 28-22         | 42-28                   | 43-19                   | 27-24                   | 33-21                   | 39-24                   | 18-23                   | 9-24                    | 17-18                   | 10-20                   | 7-18                    |        | 499-416        |
| Σ % побед                    | 43 %          | 50 %          | 56 %          | 52 %          | 61 %          | 50 %          | 54 %          | 68 %          | 56 %          | 60 %                    | 69 %                    | 53 %                    | 61 %                    | 62 %                    | 44 %                    | 27 %                    | 49 %                    | 33 %                    | 28 %                    |        | 55 %           |

Применительно к статистике по турнирам, в таблице учтены матчи и в основных и в отборочных стадиях соревнований. К — проиграл в квалификационном турнире.
| Турнир                       | 2002  | 2003  | 2004  | 2005          | 2006          | 2007          | 2008  | 2009          | 2010          | 2011          | 2012  | 2013          | 2014          | 2015          | 2016  | 2017  | Итог   | В/П за карьеру |
| ---------------------------- | ----- | ----- | ----- | ------------- | ------------- | ------------- | ----- | ------------- | ------------- | ------------- | ----- | ------------- | ------------- | ------------- | ----- | ----- | ------ | -------------- |
| Турниры Большого шлема       |       |       |       |               |               |               |       |               |               |               |       |               |               |               |       |       |        |                |
| Открытый чемпионат Австралии | 1Р    | 1Р    | 1Р    | 1Р            | -             | 1Р            | 1Р    | 1Р            | 1Р            | 2Р            | 1Р    | 3Р            | 1/4           | 1Р            | -     | 1Р    | 0 / 14 | 6-14           |
| Открытый чемпионат Франции   | -     | -     | 1Р    | 2Р            | 3Р            | -             | -     | -             | 2Р            | 2Р            | 1Р    | 1Р            | 1Р            | 2Р            | 1Р    | 1Р    | 0 / 11 | 6-11           |
| Уимблдонский турнир          | -     | -     | 1Р    | -             | 1Р            | -             | -     | -             | -             | -             | -     | -             | 1Р            | 1Р            | 1Р    | -     | 0 / 5  | 0-5            |
| Открытый чемпионат США       | -     | 1Р    | 2Р    | 3Р            | 1/4           | -             | -     | -             | 3Р            | 3Р            | 2Р    | 3Р            | 1Р            | -             | 1Р    | 1Р    | 0 / 11 | 13-10          |
| Итог                         | 0 / 1 | 0 / 2 | 0 / 4 | 0 / 3         | 0 / 3         | 0 / 1         | 0 / 1 | 0 / 1         | 0 / 3         | 0 / 3         | 0 / 3 | 0 / 3         | 0 / 4         | 0 / 3         | 0 / 3 | 0 / 3 | 0 / 41 |                |
| В/П в сезоне                 | 0-1   | 0-2   | 1-3   | 3-3           | 5-3           | 0-1           | 0-1   | 0-1           | 3-3           | 4-3           | 1-3   | 4-3           | 3-4           | 1-3           | 0-3   | 0-3   |        | 25-40          |
| Олимпийские игры             |       |       |       |               |               |               |       |               |               |               |       |               |               |               |       |       |        |                |
| Летняя олимпиада             | НП    | НП    | 1Р    | Не проводился | Не проводился | Не проводился | 2Р    | Не проводился | Не проводился | Не проводился | 2Р    | Не проводился | Не проводился | Не проводился | -     | НП    | 0 / 3  | 2-3            |

## Факты

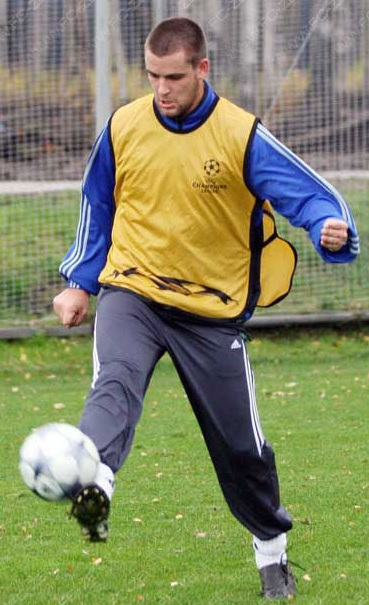
Южный играет в футбол

- Южный известен своей необычной манерой приветствовать зрителей после победных матчей: он прикладывает струнную поверхность ракетки к голове и «отдаёт воинское приветствие» каждой трибуне[17]. Когда впервые Южный «отдавал воинское приветствие» трибунам, он не приложил ракетку к голове, однако вскоре узнал известную присказку «К пустой голове руку не прикладывают» и решил отныне «покрывать» голову ракеткой[18]. Сама традиция, возникшая по признанию россиянина спонтанно, отчасти связана с тем, что он вырос в семье военного и с детства болеет за ЦСКА[18].
- В 1995 году, во время финала Кубка Дэвиса между сборными России и США, Южный работал на корте в качестве мальчика, подающего мячи теннисистам при игре[19].
- 1 апреля 2008 года в третьем круге турнира в Майами Южный встречался с Николасом Альмагро. В 3-м сете, при счёте 7:6(4), 3:6, 4:4, Южный проиграл гейм на своей подаче, и в следующем гейме, проиграв розыгрыш при счете «меньше» на подаче испанца, с досады несколько раз со всей силы ударил себя по голове ободом своей ракетки[20]. Голова Южного оказалась разбита в кровь, и ему пришлось прибегнуть к помощи врача[21]. В итоге, после оказанной помощи Южный смог переломить ход неудачно складывавшегося поединка, отыграть подачу на матч и завершить встречу в свою пользу. Данный инцидент получил широкую огласку, а видеоролик с «самобичеванием» Михаила тут же стал весьма популярным в сети[22]. Аналогичный случай произошёл с Южным в первом круге Ролан Гаррос-2015 в игре против Дамира Джумхура[23].